# The Underworld Regime
 (août 2021).
The Underworld Regime est le premier album studio du groupe Ov Hell sorti le 8 février 2010 chez Indie Recordings.

## Liste des chansons
1. Devil's Harlot - 3:25
2. Post Modern Sadist - 4:45
3. Invoker - 4:30
4. Perpetual Night - 3:36
5. Ghosting - 6:17
6. Acts Of Sin - 5:43
7. Krigsatte Faner - 3:36
8. Hill Norge - 5:45